# Skarga o stwierdzenie niezgodności z prawem prawomocnego orzeczenia
Skarga o stwierdzenie niezgodności z prawem prawomocnego orzeczenia – nadzwyczajny środek odwoławczy przysługujący stronie w ramach postępowania cywilnego i administracyjnosądowym.

## Postępowanie cywilne
Skargę uregulowano w art. 4241 – 42412 kpc. Służy zaskarżeniu prawomocnego orzeczenia kończącego postępowanie w sprawie, gdy przez jego wydanie stronie została wyrządzona szkoda, a zmiana lub uchylenie tego orzeczenia w drodze przysługujących stronie środków prawnych nie było i nie jest możliwe. Stwierdzające naruszenie prawa orzeczenie uzyskane na podstawie skargi umożliwia następnie dochodzenie odszkodowania od Skarbu Państwa za szkodę wyrządzoną wydaniem prawomocnego orzeczenia. Oprócz strony skargę mogą wnieść Rzecznik Praw Obywatelskich, Rzecznik Praw Dziecka i Prokurator Generalny.
Ustawa z dnia 22 lipca 2010 r. (Dz.U. z 2010 r. nr 155, poz. 1037), która weszła w życie dnia 25 września 2010 umożliwia wniesienie skarg od orzeczeń, które uprawomocniły się w okresie od dnia 17 października 1997 r. do dnia 1 września 2004 r. w terminie 2 lat od dnia wejścia w życie ww. ustawy.
Jednocześnie ww. ustawa uniemożliwiła wnoszenie skarg o stwierdzenie niezgodności z prawem prawomocnego orzeczenia, jeżeli zostało ono wydane w postępowaniu egzekucyjnym, upadłościowym lub naprawczym (od 1 stycznia 2016 r. występuje postępowanie restrukturyzacyjne).
Od tych orzeczeń zgodnie z art. 4241b k.p.c. (wprowadzonego w obieg prawny ww. ustawą) odszkodowania z tytułu szkody wyrządzonej przez wydanie prawomocnego orzeczenia niezgodnego z prawem będzie można domagać się bez uprzedniego stwierdzenia niezgodności orzeczenia z prawem w postępowaniu ze skargi, chyba że strona nie skorzystała z przysługujących jej środków prawnych. Oznacza to, że o ile przed nowelizacją ustawy teoretycznie możliwe było dochodzenie odszkodowania z tytułu szkody wyrządzonej przez wydanie w pierwszej instancji prawomocnego orzeczenia niezgodnego z prawem w postępowaniu egzekucyjnym, upadłościowym lub naprawczym, jeżeli zachodził wyjątkowy wypadek określony art. 4241 § 2 k.p.c, to obecnie ustawa nie przewiduje takiej możliwości.
Statystycznie skuteczność skarg jest bardzo niska – od początku wejścia w życie ustawy wprowadzającej ten środek zaskarżenia do połowy października 2010 na 3229 skarg wniesionych do Izby Cywilnej Sądu Najwyższego uwzględniono 16 skarg (0,50% skuteczności), a na 648 skarg wniesionych do Izby Pracy i Ubezpieczeń Społecznych Sądu Najwyższego uwzględniono 13 skarg (2,01% skuteczności).

## Postępowanie administracyjnosądowe
Skargę o stwierdzenie niezgodności z prawem prawomocnego orzeczenia wprowadzono do Prawa o postępowaniu przed sądami administracyjnymi ustawa z dnia 12 lutego 2010 r. o zmianie ustawy - Prawo o ustroju sądów administracyjnych oraz ustawy - Prawo o postępowaniu przed sądami administracyjnymi (Dz.U. z 2010 r. nr 36, poz. 196). Warunki, zasady wnoszenia i rozpoznawania skargi są podobne do postępowania cywilnego. Skargę wnosi się za pośrednictwem wojewódzkiego sądu administracyjnego do Naczelnego Sądu Administracyjnego. Naczelny Sąd Administracyjny rozpoznaje skargę w składzie 3 sędziów. Przysługuje ona od prawomocnego wyroku wojewódzkiego sądu administracyjnego, a także od orzeczeń Naczelnego Sądu Administracyjnego, jeżeli niezgodność z prawem wynika z rażącego naruszenia norm prawa unijnego. Oprócz strony skargę mogą wnieść Rzecznik Praw Obywatelskich i Prokurator Generalny.
 Zapoznaj się z zastrzeżeniami dotyczącymi pojęć prawnych w Wikipedii.